# Rosedale (Indiana)
Rosedale é uma cidade  localizada no estado americano de Indiana, no Condado de Parke.

## Demografia
Segundo o censo americano de 2000, a sua população era de 750 habitantes.
Em 2006, foi estimada uma população de 741, um decréscimo de 9 (-1.2%).

## Geografia
De acordo com o United States Census Bureau tem uma área de
1,0 km², dos quais 1,0 km² cobertos por terra e 0,0 km² cobertos por água. Rosedale localiza-se a aproximadamente 163 m acima do nível do mar.

## Localidades na vizinhança
O diagrama seguinte representa as localidades num raio de 16 km ao redor de Rosedale.